# Karl von Hailbronner
Karl von Hailbronner (* 16. Februar 1793 in Ulm; † 11. Juni 1864 auf seinem Landsitz zu Leitershofen bei Augsburg) war ein bayerischer Generalleutnant der Kavallerie und Reiseschriftsteller.

## Leben
Biographische Daten zu Hailbronner sind rar, obwohl sich seine beiden Reisebücher Cartons aus der Reisemappe eines deutschen Touristen und Morgenland und Abendland zu ihrer Zeit sehr gut verkauften und allgemeine Anerkennung bei den Rezensenten fanden. Briefe Hailbronners sind in deutschen Archiven vorhanden, wurden aber bisher nicht ausgewertet (mit der Ausnahme seiner Korrespondenz mit Heinrich Heine; siehe unten).
Hailbronner erwähnt in einer Schrift, sein Vater habe früher in Ulm gelebt, und die Familie Hailbronner ist in Ulm vom 14. bis ins späte 20. Jahrhundert gut belegt, seit dem 16. Jahrhundert als Ratsfamilie. Der erste des Namens war Cuntz von Hailbrunn (Hailbronner), 1392/1412 Fischer in Ulm. Sein Nachkomme Peter Hailbronner war 1485/95 Fischerzunftmeister in Ulm wie auch der nächste Peter, der außerdem Ratsherr war. Sein Nachkomme Johann Georg Hailbronner (1625–1680) wurde Handelsmann und Weinstadelmeister in Ulm, dessen Enkel Friedrich Carl Hailbronner (1681–1762) war dort Handelsmann, Senator, Stadtrechner, Oberrichter und Hospitalpfleger. Sein Sohn, der Ulmer Kaufmann, Ratsherr und Eherichter, auch k. u. k. Agent Friedrich Karl von Hailbronner (1724–1779) wurde 1765 in den Adelsstand erhoben – und erlangte so das „von“ im Namen. Friedrich Karls Sohn Conrad von Hailbronner (geb. 1757), der ebenfalls Kaufmann war und später nach Augsburg übersiedelte, war 1793 Karl von Hailbronners Patenonkel. Conrads Bruder Johann Christoph von Hailbronner (1760–1808) war Rats- und Pflegherr in Ulm, dort seit 1804 auch bayerischer Verwaltungsrat, seit 1786 verheiratet mit Maria Jakobina von Stetten (1767–1832). Diese hatten sechs Kinder, darunter den hier behandelten, am 16. Februar 1793 in Ulm geborenen Sohn Carl Conrad, der 1864 als Karl von Hailbronner starb. Von Karls Geschwistern war Paul Friedrich von Hailbronner (1789–1833) Handelscommis in Augsburg, dann in Wien, Elisabeth (1790–1867) heiratete 1811 in Augsburg Dr. med. Johann Leonhard Hoffmann, Wilhelmine (1799–1878) starb ledig in Augsburg und Karoline von Hailbronner (1802–1825) heiratete 1824 in Augsburg Hans Julius Freiherr Ecker von Eckhofen.
Karl von Hailbronner ergriff nicht den Kaufmannsberuf, sondern war ein Kavallerieoffizier in der bayerischen Armee und hatte seit der Schlacht bei Regensburg (1809) an allen Feldzügen teilgenommen, namentlich auch am Feldzug Napoleons nach Russland. Seine Armeekarriere kann mit dem verfügbaren Material nicht lückenlos nachgezeichnet werden. 1840 tritt er als Major in Erscheinung und war bei der „Leichten Cavallerie“ in der Garnison Amberg eingesetzt. Später finden wir ihn zwischen November 1849 und September 1851 als Oberst in der 4. Kavallerie-Brigade, im Jahr 1852 als Generalmajor, stationiert in Bamberg, aber im September des Jahres auf Manöver in Ungarn. Im Jahr 1853 (und bis auf weiteres) bekleidete er den Rang eines „Divisionärs“ und Generalleutnants. In den Jahren 1850–1851 war Hailbronner maßgeblich am „kurhessischen Feldzug“ beteiligt, als nämlich aufgrund des dortigen Verfassungskonflikts eine Intervention ausländischer Truppen erfolgte. Hailbronner rückte mit zwei Kavallerie-Regimentern von Bamberg aus über Aschaffenburg gegen das Kurfürstentum Hessen vor, dessen Territorium er im Oktober betrat. Kassel, Fulda, Marburg, Fritzlar und ganz Kurhessen wurden dann bis Sommer 1851 von bayerisch-österreichischen Truppen – den sogenannten „Strafbayern“ – besetzt, die im Rahmen einer Bundesintervention die Durchsetzung der konservativen Konterrevolution erzwangen.

In seinen letzten Berufsjahren beschäftigte sich Hailbronner mit weniger drängenden Fragen. Im September 1853 nahm er an der Versammlung deutscher Geschichts- und Altertumsforscher in Nürnberg teil. Wenige Monate später schickte er seine Soldaten in die Etappe, um eine mobile Feldküche zu erproben:
„Nürnberg, 18. April. Auf Veranlassung des k. General-Adjutanten Hrn. v. Hailbronner wurde heute der Versuch eines Experiments gemacht, hervorgerufen durch die Erfindungsgabe des pens. Hauptmanns Hrn. Bauer. Es handelt sich nämlich darum, die von demselben erfundene ambulante Küche (Kochmaschine) zu erproben. Unter dem Kommando des k. Obersten H. v. Feder marschirte heute Morgen 7 Uhr eine Truppe von circa 160 Mann, wovon (abwechselnd) 2 Mann die angefeuerte Kochmaschine trugen, die Straße nach Erlangen entlang. In kurzer Zeit (in nicht gar 2 Stunden) war das Essen während des Marsches (mit einem Holzkohlenaufwande von nur 3 kr., berechnet für ungefähr 12–16 Mann) bereitet, und dasselbe bestehend in Suppe, Rindfleisch, Sauerkraut und Schweinefleisch im Freien gekostet. Die Probe soll vollkommen gelungen sein.“
Nach Beginn des Jahres 1854 machten Gerüchte die Runde, Hailbronner sei als zukünftiger bayerischer Kriegsminister vorgesehen oder er solle ein bayerisches Hilfskorps anführen, das bald nach Griechenland geschickt werde, doch erwiesen sich beide Annahmen als falsch. Aus Gesundheitsgründen verließ Hailbronner die Armee im Oktober 1857, 64 Jahre alt, und zog sich ins Privatleben zurück. Hailbronner war unverheiratet und soll mit seiner ebenfalls unverheirateten Schwester zusammengewohnt haben.

Er hatte während seines Berufslebens die Zeit und Muße, ausgedehnte Reisen in Europa und in den islamischen Ländern rund um den östlichen Mittelmeerraum zu unternehmen (siehe unten). Schon im Oktober 1827 war Hailbronner auf der Gehaltsliste des Stuttgarter Verlegers Johann F. Cotta, und zwar für seine Korrespondenzen aus München, die er für das Morgenblatt für gebildete Stände lieferte. Wir wissen auch, dass Hailbronner mit Heinrich Heine befreundet war. Letzterer reagierte im Jahr 1828 auf einen von Hailbronner verfassten, jedoch anonym veröffentlichten Artikel „Über körperliche Strafe in England“ mit kritischen Nachbemerkungen; dieser Artikel war (samt Heines Nachschrift) in den Neuen allgemeinen politischen Annalen gedruckt worden, die in München erschienen und u. a. von Heine herausgegeben wurden. Hailbronner und Heine korrespondierten noch in den 1840er Jahren miteinander: die Nachschrift Hailbronners in einem Brief Gustav Kolbs (November 1846) an Heine lautet:
„Der größte i.e. längste Mensch auf Erden grüßt unsern treulosen Freund, den er vergebens schon oft in seiner neuen Heimath aufgesucht. Denken Sie lieber Heine, seiner freundlichst und kommen Sie lieber einmal in die bayerischen Soolenbäder, wo es auch Pyrenäenlandschaften gibt. Mit alter Freundschaft: der Verfasser des corporal punishment in den seeligen politischen Annalen.“ 
Heine erinnerte sich nach Jahrzehnten ebenfalls noch an Hailbronner, denn in einem Brief vom 22. Oktober 1851 an den Redakteur der Zeitschrift Das Ausland in Augsburg schrieb er: „Grüßen Sie mir auch dort den General Hailbronner, die brave alte Klinge“.
Hailbronner war außerdem mit dem Journalisten Levin Schücking bekannt, der zwischen Herbst 1842 und 1845 in Augsburg als Redakteur der Allgemeinen Zeitung tätig war und in der direkten Nachbarschaft Hailbronners lebte; Schücking erwähnt ihn in seinen 1880 veröffentlichten Lebenserinnerungen.
Hailbronner starb im Alter von 71 Jahren in Leitershofen bei Augsburg an den Folgen einer Unterleibsentzündung. „Er war einer der gebildesten und geistvollsten Männer des bayerischen Heers“, resümierte die Salzburger Zeitung.

## Reisen
Der (heute eher bescheidene) Nachruhm Hailbronner gründet auf seinen beiden dreibändigen Reiseschilderungen, die zwischen 1837 und 1841 erschienen. Leider macht Hailbronner kaum chronologische Angaben in seinen Schriften, so dass sich seine Aufenthalte an einzelnen Orten nicht oder nur schwer datieren lassen. Weniger als eine Handvoll von Zeitungsnotizen geben Auskunft über Hailbronners Verbleib. So wird etwa in seinem Schreiben aus Athen, datiert auf den 27. Oktober 1839, mitgeteilt, dass der bayerische Major von Hailbronner, aus Konstantinopel kommend, dort eingetroffen sei.

### Reisen in Europa
Die Cartons (1837) schildern Hailbronners Reisen in der Schweiz, in Frankreich, England, Irland, Schottland, Holland, Dänemark, Schweden, Böhmen und Österreich, aber auch seine Besuche in mehreren Städten in Deutschland (Berlin, Dresden, Nürnberg); der gesamte dritte Band behandelt ausschließlich Italien (Venedig, Rom, Florenz, Neapel). Besonders die knapp 40 Seiten, die er in den Cartons Irland widmete, haben dabei das Interesse moderner Forscher geweckt, weil er als Katholik der britischen Herrschaft auf der grünen Insel kritisch gegenüberstand.
Die Reaktionen auf Hailbronners Cartons waren sehr positiv, sowohl unter den Rezensenten als auch beim Publikum; ein Journalist bemerkte, dass Hailbronners Werk „alsbald die Aufmerksamkeit der deutschen Leser auf sich zog“. Im Literarischen Kourier in der Beilage zum Wiener Der Humorist erschien eine (ernstgemeinte) Kritik der Cartons, die unter anderem besagte, dass sich Hailbronners Werk „durch eigenthümliche Auffassung, durch Klarheit und Eleganz der Darstellung, durch die edelste Gesinnung, und durch den scharfsinnigsten und pikantesten Beachtungsgeist seines genialen Verfassers, aus der Flut der Reise- und Wanderbriefe, wie eine blühende Insel emporhebt und auszeichnet“. Der Rezensent des Morgenblatts für gebildete Leser gab eine ausführliche Inhaltsübersicht und bemerkte abschließend: „Ein heiterer lebensfrischer Ton geht durch das Ganze.“

### Reisen im Orient, in Griechenland und in Spanien
Nicht weniger beachtet wurde auch Hailbronners Morgenland und Abendland (zuerst 1841), in dem er hauptsächlich seine Reisen durch den östlichen Mittelmeerraum und seine Rückkehr via Spanien und Frankreich schildert. Hailbronner veröffentlichte die Bände zwar anonym als „Verfasser der Cartons“, konnte aber wohl darauf rechnen, dass die deutschen Leser diese Anspielung verstanden. Immerhin war Hailbronners damalige Bekanntheit so weit gediehen, dass seine Ankunft in München im Herbst 1840 der Regensburger Zeitung eine eigene Nachricht wert war:
„München, 14. Okt. Der bekannte Tourist, Major v. Hailbronner, befindet sich dermal in unsrer Stadt. Seine letzte Reise, von der er eben zurückgekehrt, umfaßte die Türkei, Kleinasien, Griechenland, Aegypten, die Wüste von Idumäa, Palästina, Syrien, die Küsten der Berberei, Spanien und Portugal. Man darf sich aus der Feder des feinen Beobachters und geistreichen Darstellers gelungene Schilderungen versprechen (…).“
Die Reiseroute, wie sie in Hailbronners dreibändigem Werk beschrieben wird, ist die folgende: Wien – Donaufahrt: Budapest, Belgrad, Widin, Ruse, Brăila, Galați – Schwarzes Meer – Konstantinopel – Dardanellen – Smyrna (h. İzmir) – Chios – Athen – Delphi – Korinth – Sparta – Olympia – Patras – Alexandria – Kairo – Theben – Philae – Sinai – Jerusalem – Nazareth – Damaskus – Baalbek – Beirut – Zypern – Rhodos – Malta & Gozo – Algerien – Malaga – Granada – Madrid – Sevilla – Cadiz – Lissabon – Provence – Rhonetal.
Eine eigentlich geplante Reise durch Algerien verwarf Hailbronner kurzerhand, als ihm die Sanitätsbeamten im Hafen von Algier erklärten, aufgrund von Seuchengefahr dürfe niemand die Stadt verlassen. Auf einigen Etappen reiste Hailbronner zusammen mit dem österreichischen Feldzeugmeister Freiherr von Heß.

Wenige Wochen zuvor, in Damaskus, war er Zeuge eines damals vielberichteten scheußlichen Vorfalls geworden, nämlich der Ermordung eines Kapuzinerpaters im Februar 1840. Diese Tat wurde von französischen Kreisen und örtlichen Behörden jüdischen Kaufleuten als Ritualmord angerechnet, die unter Folter den Mord gestanden, dieses erzwungene Geständnis aber später widerriefen; es kam daraufhin zu schweren diplomatischen Verwicklungen unter den Vertretern westlicher Mächte und zu örtlichen Ausschreitungen gegen die Juden. Die Redaktion der Augsburger Zeitung jedenfalls – wo bekannt war, dass sich Hailbronner in Syrien befand – präsentierte ihn in dieser Sache als „unparteiischen Beobachter an Ort und Stelle“, veröffentlichte aber nichts Konkretes aus seiner Feder. Über den späteren Bericht Hailbronners, wie er im zweiten Band von Morgendland und Abendland vorliegt, schrieb die Leipziger Allgemeine Zeitung des Judenthums im Februar 1841:
„Der Major v. Hailbronner erweist sich im Verlaufe seiner Schrift den Juden eher abgeneigt, denn freundlich, er ist mit allen den Vorurtheilen angefüllt, deren sich der Deutsche gegen den Juden so schwer erwehren kann. Demungeachtet ist er durchdrungen von der Unschuld der Damasker Märtyrer und empört von den Schandthaten, die man gegen sie verübt. Um so mehr interessiert es wol, seine Darstellung kennen zu lernen. Ja, wir müffen sie der Allg. Zeit. des Judenthums einverleiben, weil wir auf sie als die rücksichtslose Meinung eines rücksichtslosen Augenzeugen stets werden verweisen können. Zugleich hat sie das Verdienst, wirklich die erste gedrängte, körnige, zusammenhängende Erzählung der Fakta zu sein, die erzählt ist, blos um die nackte Wahrheit zu erzählen.“
Die Aufnahme von Hailbronners Werk war in der Presse im Allgemeinen positiv. Ein Rezensent der Zeitschrift Minerva stellte fest: „Im Fache der Geographie und Reisebeschreibung entsinnen wir uns seit längerer Zeit nicht, eine so anmuthige, treue Schilderung ausländischer Zustände gelesen zu haben, als in des baierischen Majors von Hailbronner ‚Morgenland und Abendland.‘“ Wenig überraschend ist jedoch, dass der generell überkritische Titus Tobler in seiner Bibliographica geographica Palaestinae kaum ein gutes Haar an Hailbronners Schilderungen aus Palästina lässt, weil sie aus seiner akademischen Perspektive nur als zwar hübsche, aber wertlose Schilderungen eines Offiziers auf Reisen erscheinen konnten: „Der verfasser schreibt blühend und malerisch, aber wenig zuverlässig; das militärische hebt er nicht einmal hervor; er glaubt meist an die mönchischen überlieferungen“. Dennoch belegt die Tatsache, dass Hailbronners Morgenland und Abendland nach vier Jahren in einer zweiten Auflage und überdies auch in einer niederländischen Übersetzung erschien, dass das Buch einen guten Erfolg beim Publikum hatte.
Kurioserweise wurde von der Regensburger Zeitung im Dezember 1841 berichtet, dass „der durch seine geistvollen Reiseschilderungen bekannte k.b. Major v. Hailbronner neuerdings eine größere Reisetour“ beabsichtige, „als deren Ziel Indien und China genannt wird“. Soweit bekannt kam diese Reise nicht zustande.

## Auszeichnungen und Ehrungen
- Aufnahme als außerordentliches Mitglied in den Pegnesischen Blumenorden (Nürnberg) am 23. Juli 1844
- Verleihung des Kommandeurkreuzes 1. Klasse des kurhessischen Hausordens vom Goldenen Löwen am 16. Februar 1851[45][46]
- Verleihung des Großkreuzes des sächsischen Albrechtsordens (Oktober 1853)[47]
- Verleihung des Kommandeurkreuzes (1. Kl.) des österreichisch-kaiserlichen Leopoldsordens (1860?)[48]

## Schriften
- 1837: Cartons aus der Reisemappe eines deutschen Touristen. Gesammelt und herausgegeben von Karl von Hailbronner. 3 Bände. Stuttgart – Tübingen: J.G. Cotta (Google: Band I – Band II – Band III) (MDZ Farbscan: Band I – Band II – Band III)
- 1841 (anonym[49]): Morgenland und Abendland. Bilder von der Donau, der Türkei, Griechenland, Aegypten, Palästina, Syrien, dem Mittelmeer, Spanien, Portugal und Südfrankreich. 3 Bände. Stuttgart – Tübingen: J.G. Cotta (Google: Band I – Band II – Band III)
  - Niederländische (anonyme) Ausgabe in drei Teilen 1842: Het Oosten en het Westen. Tafereelen van den Donau, Turkije, Griekenland, Egypte, Palestina, Syrië, de Middellandsche Zee, Spanje, Portugal en het zuiden van Frankrijk. Naar het hoogduitsch door Steenbergen vsan Goor. Amsterdam: Hendrik Frejlink (Google: Band I – Band II – Band III)
  - Zweite deutsche Auflage in zwei Bänden 1845. Stuttgart – Tübingen: J.G. Cotta
    - Band I: Türkei, Griechenland, Aegypten (Google)
    - Band II: Palästina, Syrien, Spanien, Portugal, Süd-Frankreich (Google)